# 玉羊羹

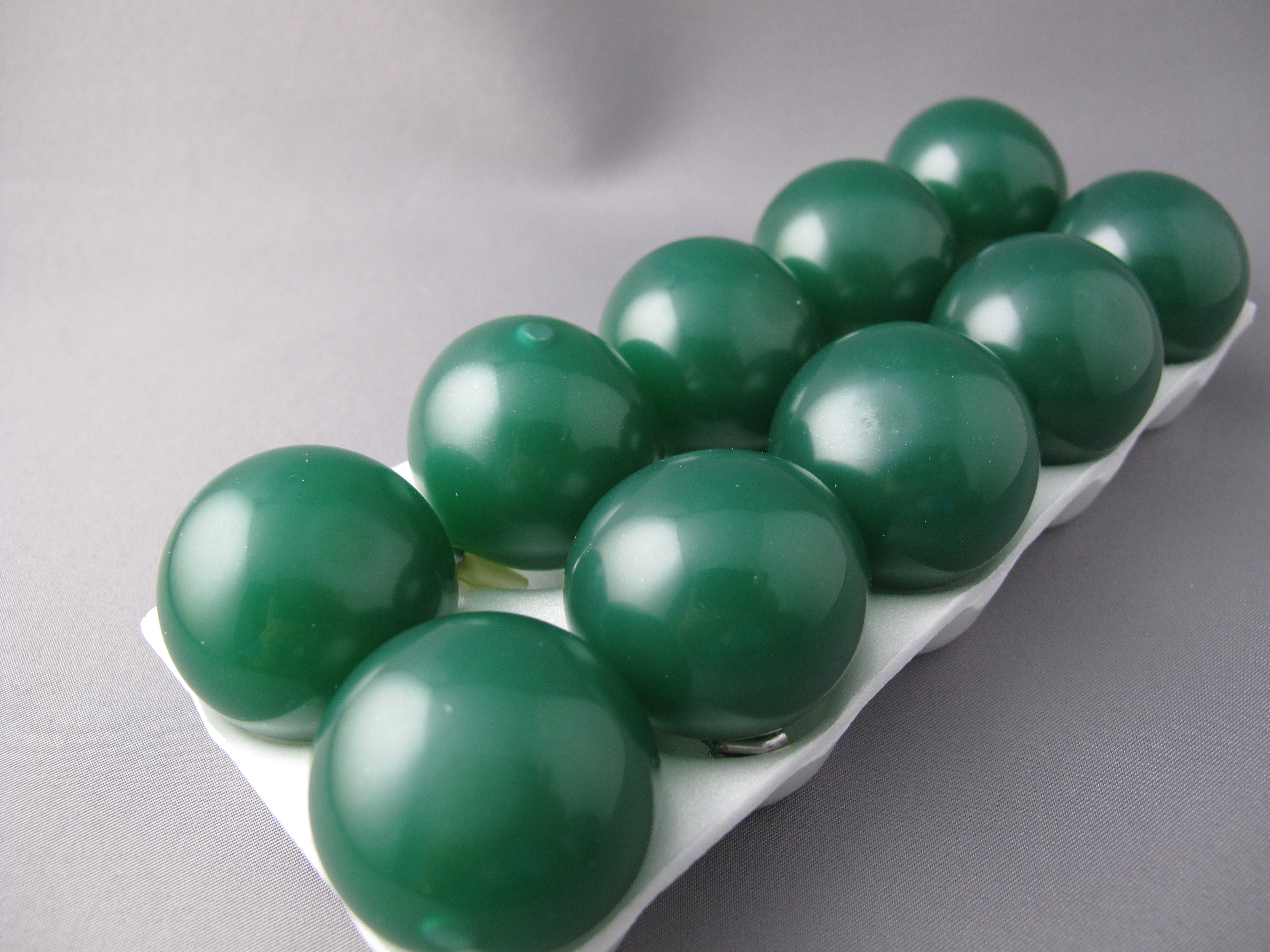
まりも羊羹

玉羊羹（たまようかん）とは、ゴム製の風船を容器として売られる球状になった羊羹のこと。風船羊羹とも。
北海道阿寒湖周辺で土産菓子として売られているまりも羊羹についても本稿に記す。

## 概要
ゴム風船の中に煉羊羹を注入して作った球形の羊羹。
まりも羊羹の外観はマリモに酷似している。
同じような風船入りの羊羹は他社でも生産され、駄菓子屋などでも売られた。形状や開封時の面白さなどから「まりも羊羹」や「玉花火」（新潟県）のように土地の銘菓として売っているところもある。

## 歴史
原型ともなる球形の羊羹を創案したのは福島県二本松市の和菓子屋「玉嶋屋」（弘化2年（1845年）以前に創業）である。
玉嶋屋の球形羊羹は二本松の名物となり、福島県知事と日本軍の要請から「日の丸羊羹」の名称で1937年に登場した。表面が乾燥して固くならないようゴム煉の袋に煉羊羹を入れたのである。開発にあたっては、ゴム風船入りアイス菓子「アイスボンボン」がヒントとなった。
軍の兵糧としても採用されており、ゴムの袋に入った「日の丸羊羹」は歩きながらでも食べられるため、戦地で兵隊が食べやすいように工夫された結果でもあった。軍用のほかに、1939年に世界一周飛行を行った毎日新聞社の飛行機「ニッポン号」にも、同様の風船入り羊羹30個が機内食として搭載された。
なお、風船入り羊羹としては「丸型柿ようかん」（広島県）のように「玉嶋屋」の製品より前（1930年）から販売されていたものも存在する。
第二次世界大戦後には「日の丸羊羹」は「玉羊羹」と名前を変えて販売された。
西村食品工業では1950年代に洋菓子、煉羊羹、すずらん羊羹などを製造、販売していた。西村食品工業の専務だった沢村重一（後に社長）は、屋台で売られていた「甘水」（ゴム風船にイチゴ水などを入れた玉）を見て、ゴム風船に羊羹を入れてマリモのように丸くして売ったらどうかと考えた。試行錯誤の末、1953年に製品の販売を開始する。
沢村は1952年に始まったばかりの北海道放送のラジオで安藤まり子の「毬藻の唄」をイメージソングとしたコマーシャルを打った。全北海道に流れたコマーシャル放送によって西村食品工業のまりも羊羹は北海道観光の先駆けともなり、1日に3万個を製造しても追いつかないほどの大ヒット商品となった。

## 食べ方
玉羊羹の表面のゴム風船部分を爪楊枝などで突き刺すと、ゴムが裂けて爪楊枝に羊羹部分が残るので、これを食する。
上記の食べ方は、まりも羊羹の製造が機械化されゴム風船の口の部分を留めるのに金属の留め金を使用するようになってからである。
第二次世界大戦中など、製造が機械化する以前はゴム風船の口の部分はゴムや糸で綴じられていたので、それを解いて、丸い膨らみを指で押すと小さな口の部分から中の羊羹が細い棒状になって出てくるため、口中にに絞り出しながら食する。上述のように兵隊の糧食としての食べ方もこちらの方法であり、手を汚さずに食することができる。

## 製造・販売
北海道でまりも羊羹の類を製造、販売している業者と製品名は以下の通り（2012年時点）。
- まりも製菓（帯広市） - まりもの湖羊羹[1]
- 南製菓（帯広市） - まりもの古里羊かん[1]
- 北海まりも製菓（釧路市） - まりもようかん[1]

## 作品
内田百閒の随筆『蜻蛉玉』では、作中に登場する客人が手土産として持ってきた玉羊羹のことを「切腹羊羹」と呼んでいる。